# Oedina erecta
Oedina erecta är en tvåhjärtbladig växtart som först beskrevs av Adolf Engler, och fick sitt nu gällande namn av Van Tiegh.. Oedina erecta ingår i släktet Oedina och familjen Loranthaceae. Inga underarter finns listade i Catalogue of Life.